# Lanza del Vasto

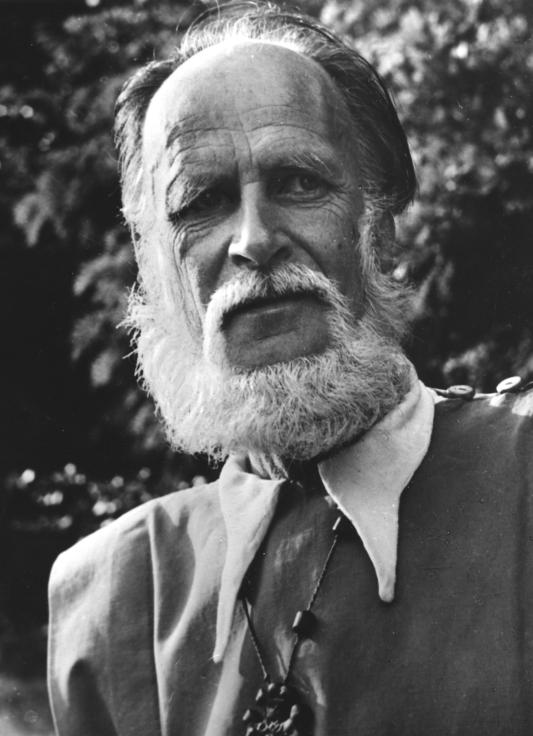
Lanza del Vasto

Lanza del Vasto, eigentlich Don Giuseppe Giovanni Luigi Enrico Lanza di Trabia-Branciforte (* 29. September 1901 in San Vito dei Normanni, (Provinz Brindisi in Apulien), Italien; † 5. Januar 1981 in Elche de la Sierra, Provinz Albacete bei Murcia, Spanien), war ein italienischer Philosoph und Dichter, Theoretiker und Praktiker des gewaltlosen Widerstandes.
Del Vasto kann als einer der wichtigsten westlichen Schüler von Gandhi angesehen werden. Wie dieser ist er von der Notwendigkeit eines gewaltfreien politischen Kampfes, des interreligiösen Dialogs und der ökologischen Orientierung überzeugt. Mit der Gründung der Arche-Gemschaft hat del Vasto versucht, seine Ideen in eine gemeinschaftliche Praxis umzusetzen. Er und seine Gemeinschaft haben einen wichtigen Einfluss auf die europäische Friedens- und Ökobewegung ausgeübt.

## Leben

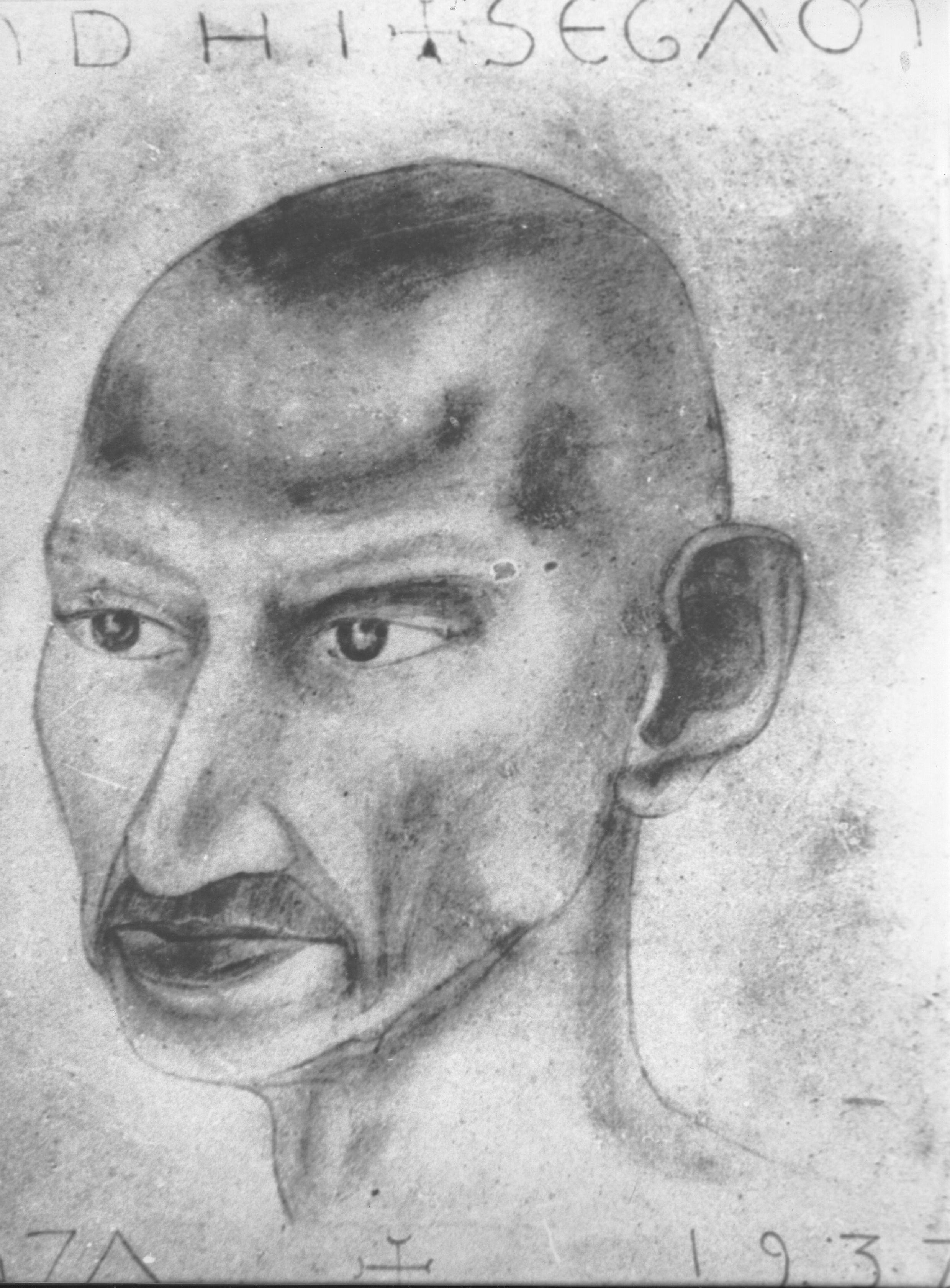
L. del Vastos Zeichnung Gandhis, 1937

Angeregt durch die Schriften von Romain Rolland brach del Vasto im Dezember 1936 Richtung Indien auf, um Gandhi zu treffen. Er verbrachte einige Monate an seiner Seite, bis er sich im Juni 1937 auf Pilgerfahrt zu den Quellen des Ganges im Himalaya begab. Eine Vision, die er dort empfing, befahl ihm: „Kehre heim und gründe!“
Nach Europa zurückgekehrt, machte er sich 1938 wieder auf Reisen, diesmal nach Palästina, das damals am Rand des Bürgerkrieges stand, und besucht – zwischen allen Stühlen – Jerusalem und Bethlehem. In den Tagen des Ausbruchs des Zweiten Weltkriegs 1939 kam er nach Paris zurück. Er veröffentlichte einige Dichtungen und 1943 die Erzählung seiner Reise nach Indien (unter dem Titel Pilgerfahrt zu den Quellen), die ein gewaltiger Erfolg wurde. 1948 gründete del Vasto die Gemeinschaft der Arche, die sich anfangs großen Schwierigkeiten gegenübersah. 1954 ging er ein zweites Mal nach Indien, um an den gewaltfreien Kampagnen von Vinoba teilzunehmen.

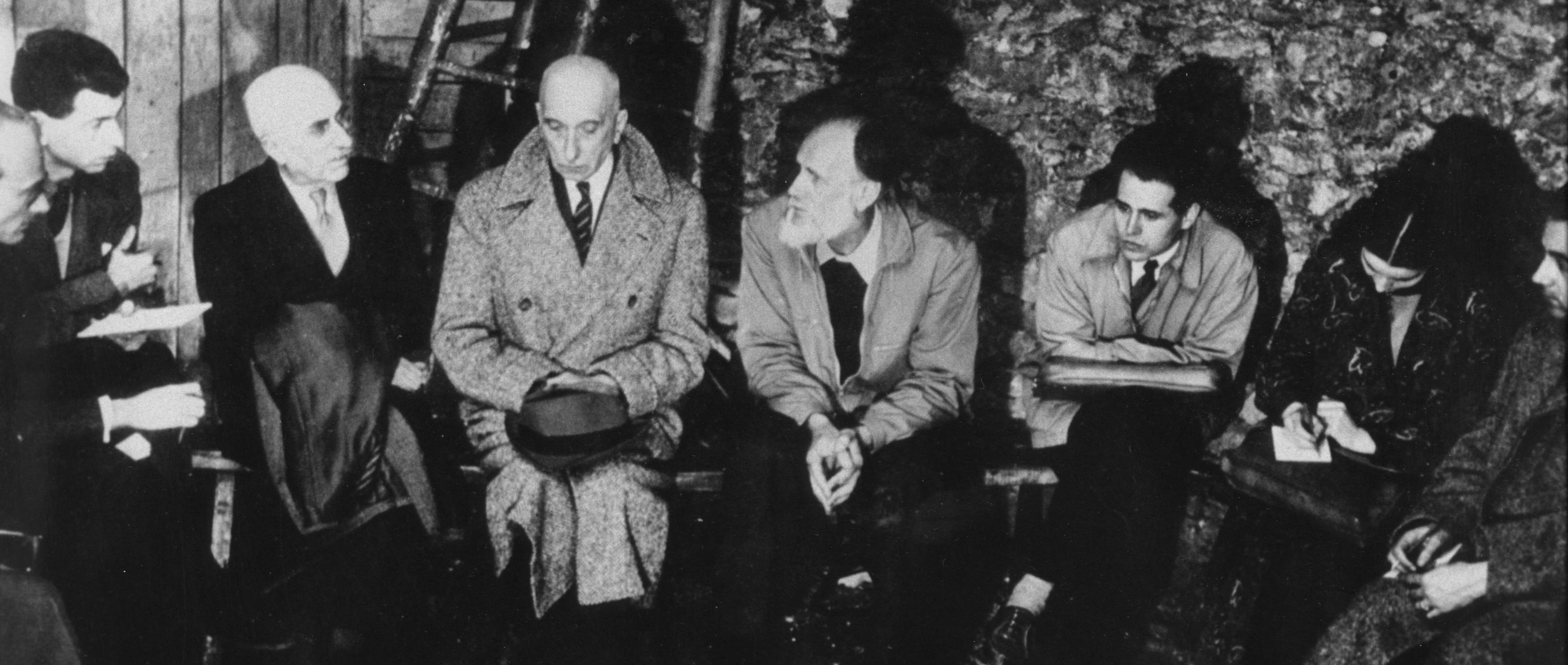
Im Hungerstreik gegen den Algerienkrieg

Während der Eskalation des Algerienkriegs 1957 brachte Lanza zusammen mit anderen Persönlichkeiten (u. a. François Mauriac) die Protestbewegung gegen die Folter auf den Weg, für die er 21 Tage fastete.
1962 siedelte sich die Arche-Gemeinschaft auf einem verlassenen Gehöft südlich des zu Roqueredonde gehörenden La Borie Noble an. (Lage) Die sich heute  l'Arche de Lanza Del Vasto – Communauté de la Flayssière bezeichnende Gemeinschaft gehört zur Gemeinde Joncels und liegt etwa 11 km nordwestlich von Lodève im Département Hérault (Languedoc) im Süden Frankreichs an.
Lanza del Vasto hielt sich 1963 während des Zweiten Vatikanischen Konzils in Rom auf und fastete 40 Tage, um den Papst dazu zu bewegen, gegen den Krieg Stellung zu beziehen.

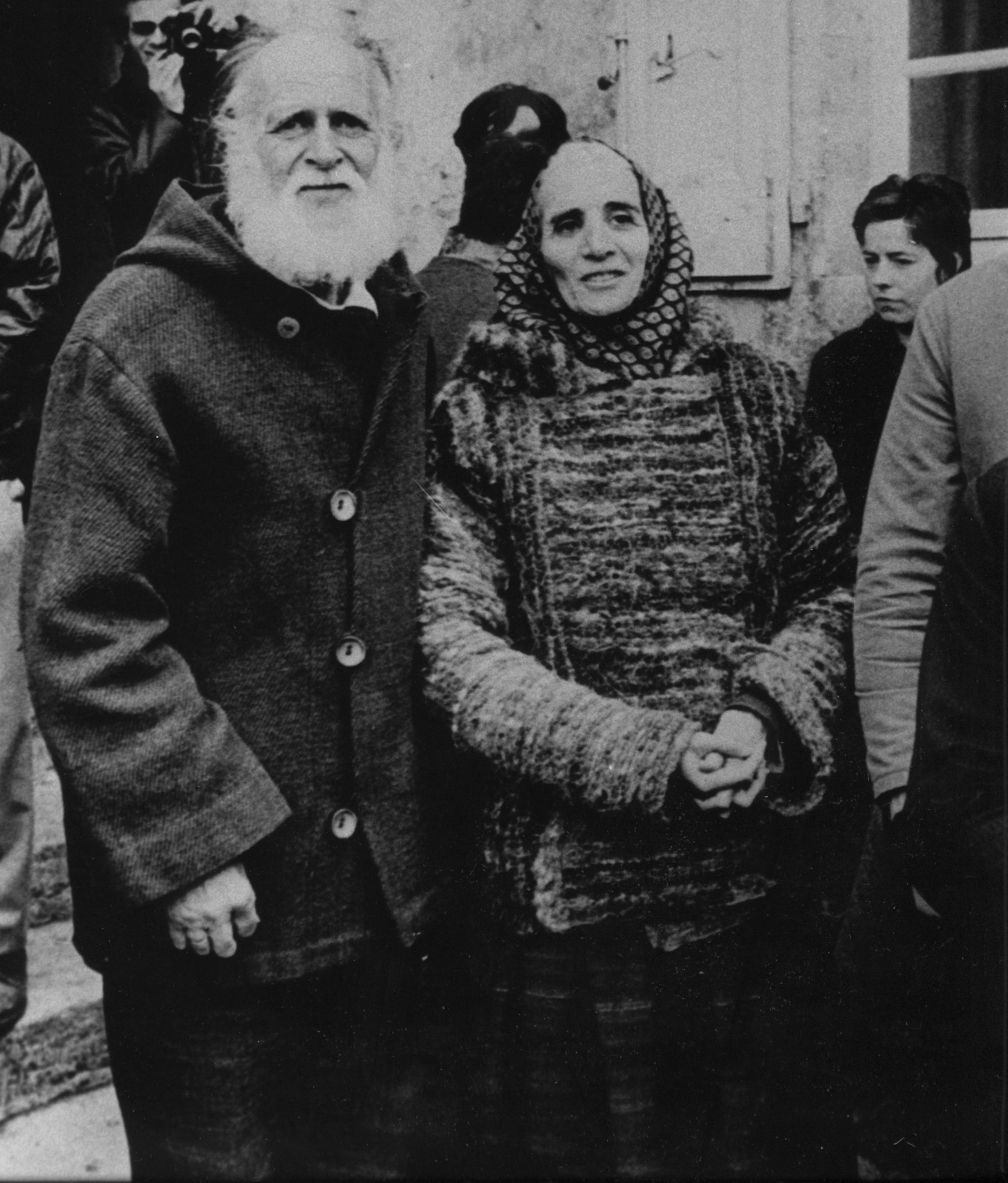
Lanza del Vasto und seine Frau Chanterelle zur Zeit von Lanzas Fasten im Larzac

1972 unterstützte Lanza del Vasto die Bauern auf dem Larzac-Plateau (nördlich der Arche), die gegen die Erweiterung eines Militärlagers kämpften. Wieder fastete er, diesmal 15 Tage. 1974 besetzte eine Gemeinschaft einen von der Armee gekauften Bauernhof in der Gegend und ließ sich dort nieder. 1976 nahm er an den Demonstrationen gegen den „Schnellen Brüter“ von Creys-Malville teil.

## Werke
- Pilgerfahrt zu den Quellen. Ein Indienbuch. (fr) Düsseldorf: Schwann 1951.
- Weisheit der Landstrasse oder vom Sinn des unsteten Lebens. Zürich: Sansouci 1975.
- Die Macht der Friedfertigen: radikale Alternativen zu Elend, Knechtschaft, Krieg und Revolte. Freiburg i.Br.: Kerle 1982.
- Definitionen der Gewaltlosigkeit. Übers. nach der 1963 erschienenen Schrift Definitions de la Non-Violence, welche drei Kapitel aus dem Buch Approches de la vie intérieure zusammenfasst. Kassel-Bettenhausen: Verlag Weber & Zucht 1985.
- Vinoba, König der Armen. Waldkirch: Waldkirchner Verlagsgesellschaft 1988.